# Jesus to a Child
«Jesus to a child» —en español: «Jesús a un niño»— es una canción compuesta e interpretada por el cantautor británico George Michael y publicada por Virgin Records en 1996.
La canción fue el primer éxito compuesto por George Michael en su tierra natal por casi cuatro años y entró al UK singles chart directamente al #1 en enero de 1996. Se convirtió en su primer sencillo como solista en llegar al número 1 en el Reino Unido; su primer número uno como solista proveniente de un álbum de estudio (todos sus número unos anteriores habían sido con Wham! o en proyectos como invitado o co-vocalista). En el Billboard Hot 100 en los Estados Unidos, se convirtió en la nueva entrada más alta (#7) de un artista británico en más de 25 años. Fue también el sencillo de George Michael más largo en entrar al Top 40 del Reino Unido, con casi siete minutos de duración.

## Historia
La canción fue escrita y dedicada para un amante brasileño, el diseñador Anselmo Feleppa, a quien conoció en el Rock in Rio de 1991. Dos años más tarde, Feleppa falleció producto de una hemorragia cerebral como complicación del sida. Cada vez que Michael la interpretaba en vivo la dedicaba en su memoria, así como también el disco Older.

## Ediciones
Reino Unido CD 1 (VSCDT 1571)
1. «Jesus to a Child» – 6:50
2. «One More Try» (versión góspel en vivo) – 5:21
3. «Older» (versión instrumental) – 5:18

Reino Unido CD 2 (VSCDX 1571)
1. «Jesus to a Child» – 6:50
2. «Freedom '94» (versión en vivo) – 6:04
3. «One More Try» (versión góspel en vivo) – 5:21
4. «Older» (versión instrumental) – 5:18

Sencillo Casete
1. «Jesus to a Child» – 6:50
2. «One More Try» (versión góspel en vivo) – 5:21
3. «Older» (versión instrumental) – 5:18

## Posiciones y certificaciones
| País              | Lista (1996)                    | Alta posición |
| ----------------- | ------------------------------- | ------------- |
| Alemania          | Listas de álbumes               | 12            |
| Australia         | Listas de álbumes               | 1             |
| Austria           | Listas de álbumes               | 11            |
| Bélgica (Flandes) | Listas de álbumes               | 3             |
| Bélgica (Valonia) | Listas de álbumes               | 2             |
| Canadá            | RPM Top Singles                 | 10            |
| Canadá            | RPM Adult Contemporary          | 1             |
| España            | Listas de álbumes               | 1             |
| Estados Unidos    | Billboard Hot 100               | 7             |
| Estados Unidos    | Billboard Adult Contemporary    | 5             |
| Estados Unidos    | Billboard Adult Pop Songs       | 20            |
| Estados Unidos    | Billboard Hot R&B/Hip-Hop Songs | 22            |
| Estados Unidos    | Billboard Pop Songs             | 20            |
| Finlandia         | Listas de álbumes               | 1             |
| Francia           | Listas de álbumes               | 7             |
| Irlanda           | Listas de álbumes               | 1             |
| Japón             | Listas de álbumes               | 62            |
| Noruega           | Listas de álbumes               | 1             |
| Nueva Zelanda     | Listas de álbumes               | 5             |
| Países Bajos      | Listas de álbumes               | 3             |
| Reino Unido       | Listas de álbumes               | 1             |
| Suecia            | Listas de álbumes               | 2             |
| Suiza             | Listas de álbumes               | 4             |

| País           | Certificación |
| -------------- | ------------- |
| Francia        | Plata         |
| Noruega        | Oro           |
| España         | Oro           |
| Reino Unido    | Plata         |
| Estados Unidos | Oro           |